# سام إس. غريفين
سام إس. غريفين (بالإنجليزية: Sam S. Griffin)‏ هو سياسي أمريكي، ولد في 3 يناير 1892 في تيكاماه في الولايات المتحدة، وتوفي في 18 أكتوبر 1951 في بويسي في الولايات المتحدة.